# Penberth
Penberth – wieś w Anglii, w Kornwalii. Leży 11 km na południowy zachód od miasta Penzance i 420 km na południowy zachód od Londynu.